# Gokase, Miyazaki
Gokase (五ヶ瀬町 Gokase-chō) là thị trấn thuộc huyện Nishiusuki, tỉnh Miyazaki, Nhật Bản. Tính đến ngày 1 tháng 10 năm 2020, dân số ước tính thị trấn là 3.472 người và mật độ dân số là 20 người/km2. Tổng diện tích thị trấn là 171,7 km2.